# Галеати, Себастьяно
Себастьяно Галеати (итал. Sebastiano Galeati; 8 февраля 1822, Имола, Папская область — 25 января 1901, Равенна, королевство Италия) — итальянский кардинал. Епископ Мачераты и Толентино с 4 августа 1881 по 23 мая 1887. Архиепископ Равенны с 23 мая 1887 по 25 января 1901. Кардинал-священник с 23 июня 1890, с титулом церкви Сан-Лоренцо-ин-Панисперна с 26 июня 1890.